# Catarina Vasconcelos
Catarina Vasconcelos, née en 1986 à Lisbonne, est une réalisatrice portugaise. Son film A Metamorfose dos Pássaros a été présenté mondialement à la Berlinale 2020. Son premier court métrage, Metáfora ou a Tristeza Virada do Avesso (litt. « La métaphore ou la tristesse à l'envers »), a reçu le prix du meilleur court métrage international au festival du film parisien Cinéma du réel.
En 2021, elle est invitée, en tant que membre de la société civile, à faire partie de la Commission indépendante pour l'étude des abus sexuels contre les enfants dans l'Église catholique portugaise, avec la devise « Dar Voz ao Silêncio », et le rapport final est publié en février 2023.

## Biographie
Elle a étudié à la faculté des beaux-arts de l'université de Lisbonne et a suivi un cours de troisième cycle en anthropologie visuelle à l'ISCTE - Instituto Universitário de Lisboa. Il a également obtenu un master en communication visuelle au Royal College of Art de Londres, où elle réalise son premier court métrage, Metáfora ou a Tristeza Virada do Avesso.
Elle a également été membre du gtIST, le groupe théâtral de l'Instituto Superior Técnico de l'université de Lisbonne, où elle s'est formée à l'expression dramatique et a participé à des pièces à l'approche plus conceptuelle (elle a travaillé avec les metteurs en scène Gonçalo Amorim (pt) et Susana Vidal).

## Filmographie
- 2011 - Eu Sou da Mouraria - ou sete maneiras de contar e guardar histórias (coréalisé avec Catarina Laranjeiro) [5]
- 2014 - Metáfora ou a Tristeza Virada do Avesso [6]
- 2020 - A Metamorfose dos Pássaros [7]